# Iglesia Maradoniana
Die Iglesia Maradoniana – La Mano de D10S (span. Maradona-Kirche – Die Hand Gottes) ist eine Ende der 1990er Jahre in Argentinien entstandene neureligiöse Bewegung mit Parodiecharakter um den ehemaligen Fußballspieler Diego Maradona. Sie soll nach eigenen Angaben auf ihrer Website 40.000 Anhänger weltweit haben.
Die Spaßreligion parodiert die Verehrung dieses Fußballspielers in der argentinischen Volkskultur und übertreibt sie absichtlich, dennoch handelt es sich bei den meisten Mitgliedern um wirkliche Fußballfans. Anfangs eine lokale Veranstaltung in der Stadt Rosario, erlangte sie nach der Jahrtausendwende international, auch in deutschsprachigen Medien Aufmerksamkeit.

## Beschreibung
Maradona wird in der IM als D10S bezeichnet. Dies basiert auf dem spanischen Wort Dios (Gott) und auf der Rückennummer 10 (diez), die Maradona meist in seinen jeweiligen Vereinen trug. Innerhalb der IM wird eine neue Zeitrechnung mit Basis auf der Geburt von Maradona im Jahre 1960 verwendet. Das Jahr 2012 ist demnach das Jahr 52 DD (Después de Diego, span. ‚nach Diego‘).
Der 30. Oktober, Maradonas Geburtstag, gilt als höchster Feiertag, er wird als Navidad (wörtlich ‚Geburtsfest‘, Weihnachten) bzw. der Vorabend als Nochebuena (Heiliger Abend) bezeichnet. Daneben gibt es das maradonianische Osterfest in der Nacht vom 21. auf den 22. Juni, zum Gedenken an das Spiel der argentinischen Nationalmannschaft am 22. Juni 1986 bei der WM in Mexiko gegen England, bei dem Maradona mit zwei berühmten Toren – der „Hand Gottes“ und dem sogenannten „Tor des Jahrhunderts“ – den Südamerikanern einen knappen Erfolg gegen den Erzrivalen sicherte.
Als Heilige Schrift gilt die Autobiografie Maradonas, als Reliquien seine Trikots, u. a. das beim SSC Neapel und das bei der Nationalmannschaft.

## Geschichte
Die Iglesia Maradoniana wurde am 30. Oktober 1998 von den beiden Fußballfans Hernán Amez und Héctor Campomarin in Rosario gegründet. Zunächst feierten sie nur als Gag im Freundeskreis jedes Jahr zu diesem Datum anlässlich Maradonas Geburtstag Weihnachten, es stießen jedoch immer mehr Fans dazu. Am 10. November 2001, bei einem der zahlreichen Abschiedsspiele von Maradona, wurde auch eine Gruppierung in Buenos Aires gegründet. Seitdem gewinnt die Bewegung immer mehr Anhänger, unter denen sich auch prominente Fußballspieler wie der Brasilianer Ronaldinho und der Engländer Michael Owen befinden.

## Diego unser
- Diego nuestro que estás en las canchas. Santificada sea tu zurda, venga a nosotros tu magia. Háganse tus goles recordar en la Tierra como en el Cielo. Danos hoy la magia de cada día, perdona a los ingleses, como nosotros perdonamos la mafia napolitana, no nos dejes caer en off-side y líbranos de Havellange y Pelé. Diego.[3]

- Diego unser, der Du bist auf den Fußballplätzen, geheiligt sei deine Linke, zu uns komme dein Zauber. An deine Tore soll im Himmel erinnert werden, wie auf Erden. Gib uns jeden Tag etwas Zauber, vergib den Engländern, so wie wir der neapolitanischen Mafia vergeben haben. Lass dich nicht im Abseits erwischen und erlöse uns von Havelange und Pelé. Diego.